# 短颌灯笼鱼
短颌灯笼鱼（学名：Myctophum brachygnathum）为輻鰭魚綱燈籠魚目灯笼鱼科灯笼鱼属的鱼类。分布于太平洋、印度洋、大西洋以及南海等海域，為深海魚類。

## 扩展阅读
維基物種上的相關：短颌灯笼鱼